# Ленинское (Бериславский район)
Ленинское (укр. Ленінське) — посёлок в Нововоронцовской поселковой общине Бериславского района Херсонской области Украины.
Население по переписи 2001 года составляло 10 человек, все указали украинский язык родным. Почтовый индекс — 74213. Телефонный код — 5533. Код КОАТУУ — 6524182502.